# Женска рукометна репрезентација Бразила
Женска рукометна репрезентација Бразила (порт. Seleção Brasileira de Handebol Feminino) у организацији рукометног савеза Бразила представља Бразил у рукомету на свим значајнијим светским и континенталним такмичењима. 
У децембру 2013. год., рукометна репрезентација Бразила је освојила Светско првенство први пут у историји после победе над Србијом резултатом 22:20 у финалу такмичења, одржаном у Београду, Србија. Бразилска репрезентација је победила на свих девет утакмица које су одиграли на турниру. Оне су прва репрезентација из Америке и после Јужне Кореје једина репрезентација ван Европе, која је победила на Светском првенству.

## Резултати

### Олимпијске игре
| Година    | Пласман           |
| --------- | ----------------- |
| 1976—1996 | Нису се пласирале |
| 2000      | 8.                |
| 2004      | 7.                |
| 2008      | 9.                |
| 2012      | 6.                |
| 2016      | 5.                |
| 2020      | 11.               |
| 2024      | 7.                |

### Светско првенство
| Година    | Пласман           |
| --------- | ----------------- |
| 1957—1993 | Нису се пласирале |
| 1995      | 17.-20.           |
| 1997      | 23.               |
| 1999      | 16.               |
| 2001      | 12.               |
| 2003      | 20.               |
| 2005      | 7.                |
| 2007      | 14.               |
| 2009      | 15.               |
| 2011      | 5.                |
| 2013      | 1.                |
| 2015      | 10.               |
| 2017      | 18.               |
| 2019      | 17.               |
| 2021      | 6.                |
| 2023      | 9.                |

### Панамеричко првенство у рукомету за жене
| Година | Пласман   |
| ------ | --------- |
| 1986   | 3. место  |
| 1989   | 3. место  |
| 1991   | 3. место  |
| 1997   | Победнице |
| 1999   | Победнице |
| 2000   | Победнице |
| 2003   | Победнице |
| 2005   | Победнице |
| 2007   | Победнице |
| 2009   | 2. место  |
| 2011   | Победнице |
| 2013   | Победнице |
| 2015   | Победнице |
| 2017   | Победнице |

## Тренутни састав
Састав на Светско првенство 2013:
| Бр | Име                     | Позиција      | Дат. рођ.           | Клуб                  | Утак./Гол |
| -- | ----------------------- | ------------- | ------------------- | --------------------- | --------- |
| 2  | Фабијана Диниз          | пивот         | 13. мај 1982.       | РК Хипо Доња Аустрија | 157/291   |
| 3  | Александра до Насименто | десно крило   | 16. септембар 1981. | РК Хипо Доња Аустрија | 133/502   |
| 4  | Самира Роча             | лево крило    | 26. јануар 1989.    | РК Миос Бигано        | 53/139    |
| 5  | Данијела Пиедад         | пивот         | 2. март 1979.       | РК Крим               | 138/265   |
| 6  | Аманда Андраде          | леви бек      | 20. октобар 1989.   | РК Конкордија         | 15/30     |
| 8  | Фернанда да Силва       | лево крило    | 25. септембар 1989. | РК Хипо Доња Аустрија | 70/281    |
| 9  | Ана Паула Родригес      | централни бек | 18. октобар 1987.   | РК Хипо Доња Аустрија | 95/427    |
| 12 | Барбара Аренхарт        | голман        | 4. октобар 1986.    | РК Хипо Доња Аустрија | 59/1      |
| 14 | Елаина Гомеш            | пивот         | 9. јануар 1982.     | РК Форца Атлетика     | 5/0       |
| 16 | Меиса Песоа             | голман        | 11. јун 1984.       | РК Динамо Волгоград   | 38/0      |
| 17 | Каролин де Соуза        | леви бек      | 24. април 1990.     | РК Тим Твис Холстебро | 22/18     |
| 18 | Едуарда Аморим          | леви бек      | 23. септембар 1986. | РК Ђер                | 116/370   |
| 19 | Дебора Нуњес            | централни бек | 14. март 1993.      | РК Методиста          | 16/30     |
| 21 | Маријана Кошта          | десно крило   | 14. октобар 1992.   | РК Вендсисел          | 1/0       |
| 22 | Мајара Моура            | централни бек | 5. децембар 1986.   | без клуба             | 63/102    |
| 81 | Деониз Каваљеиро        | десни бек     | 20. јун 1983.       | РК Хипо Доња Аустрија | 105/241   |

Селектор: Мортен Субак